# NGC 1266
NGC 1266 je galaksija u zviježđu Eridan.

## Vanjske poveznice
- SEDS: NGC 1266